# Еллен Перес
Еллен Перес (англ. Ellen Perez) — австралійська тенісистка, основні успіхи якої здобуті в парній грі. 
Станом на березень 2021 року Перес має в своєму активі два парні титули WTA та один титул категорії WTA 125K.  

## Фінали турнірів WTA

### Пари: 24 (8 титулів)
| Результат | В–П  | Дата     | Турнір                                         | Категорія   | Поверхня   | Партнерка               | Супротивниці                               | Рахунок               |
| --------- | ---- | -------- | ---------------------------------------------- | ----------- | ---------- | ----------------------- | ------------------------------------------ | --------------------- |
| Перемога  | 1–0  | Тра 2019 | Internationaux de Strasbourg, Франція          | Міжнародний | Ґрунт      | Дарія Гаврилова         | Дуань Інін Хань Сіньюн                     | 6–4, 6–3              |
| Поразка   | 1–1  | Чер 2019 | Nottingham Open, UK                            | Міжнародний | Трава      | Аріна Родіонова         | Дезіре Кравчик Джуліана Олмос              | 6–7(5–7), 5–7         |
| Поразка   | 1–2  | Лют 2020 | Hua Hin Championships, Таїланд                 | Міжнародний | Хард       | Барбара Гас             | Аріна Родіонова Сторм Сендерс              | 3–6, 3–6              |
| Поразка   | 1–3  | Вер 2020 | İstanbul Cup, Туреччина                        | Міжнародний | Ґрунт      | Сторм Сендерс           | Алекса Гуарачі Дезіре Кравчик              | 1–6, 3–6              |
| Перемога  | 2–3  | Бер 2021 | Abierto Zapopan, Мексика                       | WTA 250     | Хард       | Астра Шарма             | Дезіре Кравчик Джуліана Ольмос             | 6–4, 6–4              |
| Поразка   | 2–4  | 2021     | Charleston International, США                  | WTA 250     | Ґрунт      | Сторм Сендерз           | Гейлі Баптіст Кеті Макнеллі                | 7–6(7–4), 4–6, [6–10] |
| Поразка   | 2–5  | Чер 2021 | Birmingham Classic, Велика Британія            | WTA 250     | Трава      | Унс Джабір              | Маріє Боузкова Луціє Градецька             | 4–6, 6–2, [8–10]      |
| Перемога  | 3–5  | Жов 2021 | Tenerife Ladies Open, Іспанія                  | WTA 250     | Тверде     | Ульрікке Ейкері         | Людмила Кіченок Марта Костюк               | 6–3, 6–3              |
| Перемога  | 4–5  | Чер 2022 | Rosmalen Grass Court Championships, Нідерланди | WTA 250     | Трава      | Тамара Зіданшек         | Вероніка Кудерметова Елісе Мертенс         | 6–3, 5–7, [12–10]     |
| Поразка   | 4–6  | 2022     | Мастерс Канада, Toronto                        | WTA 1000    | Тверде     | Ніколь Меліхар          | Корі Гофф Джессіка Пегула                  | 4–6, 7–6(7–5), [5–10] |
| Поразка   | 4–7  | 2022     | Мастерс Цинциннаті, США                        | WTA 1000    | Тверде     | Ніколь Меліхар-Мартінес | Кіченок Людмила Вікторівна Олена Остапенко | 6–7(5–7), 3–6         |
| Перемога  | 5–7  | 2022     | Tennis in the Land, США                        | WTA 250     | Тверде     | Ніколь Меліхар-Мартінес | Анна Даніліна Александра Крунич            | 7–5, 6–3              |
| Поразка   | 5–8  | 2022     | Toray Pan Pacific Open, Японія                 | WTA 500     | Тверде     | Ніколь Меліхар-Мартінес | Габріела Дабровскі Джуліана Ольмос         | 4–6, 4–6              |
| Поразка   | 5–9  | 2023     | ATX Open, США                                  | WTA 250     | Тверде     | Ніколь Меліхар-Мартінес | Ерін Рутліфф Алділа Сутдж\'яді             | 4–6, 6–3, [8–10]      |
| Поразка   | 5–10 | Лип 2023 | Eastbourne International, Велика Британія      | WTA 500     | Трава      | Ніколь Меліхар-Мартінес | Демі Схюрс Дезіре Кравчик                  | 2–6, 4–6              |
| Поразка   | 5–11 | 2023     | Cincinnati Open, США                           | WTA 1000    | Тверде     | Ніколь Меліхар-Мартінес | Алісія Паркс Тейлор Таунсенд               | 7–6(7–1), 4–6, [6–10] |
| Поразка   | 5–12 | 2023     | Tennis in Cleveland, США                       | WTA 250     | Тверде     | Ніколь Меліхар-Мартінес | Като Мію Алділа Сутдж'яді                  | 4–6, 7–6(7–4), [8–10] |
| Поразка   | 5–13 | 2023     | Фінал WTA, Мексика                             | WTA Фінали  | Тверде     | Ніколь Меліхар-Мартінес | Лаура Зігемунд Віра Звонарьова             | 4–6, 4–6              |
| Поразка   | 5–14 | Лют 2024 | Linz Open, Австрія                             | WTA 500     | Тверде (i) | Ніколь Меліхар-Мартінес | Сара Еррані Жасмін Паоліні                 | 5–7, 6–4, [7–10]      |
| Поразка   | 5–15 | 2023     | Dubai Tennis Championships, ОАЕ                | WTA 1000    | Тверде     | Ніколь Меліхар-Мартінес | Сторм Гантер Катержина Сінякова            | 4–6, 2–6              |
| Перемога  | 6–15 | Бер 2024 | San Diego Open, США                            | WTA 500     | Тверде     | Ніколь Меліхар-Мартінес | Дезіре Кравчик Джессіка Пегула             | 6–1, 6–2              |
| Перемога  | 7–15 | Чер 2024 | Bad Homburg Open, Німеччина                    | WTA 500     | Трава      | Ніколь Меліхар-Мартінес | Чжань Хаоцін Вероніка Кудерметова          | 4–6, 6–3, [10–8]      |
| Перемога  | 8–15 | Лют 2025 | Abu Dhabi Open, UAE                            | WTA 500     | Тверде     | Jelena Ostapenko        | Крістіна Младенович Чжан Шуай              | 6–2, 6–1              |
| Поразка   | –    | Чер 2025 | Bad Homburg Open, Німеччина                    | WTA 500     | Трава      | Людмила Кіченок         | Ґо Ханю Олександра Панова                  | 4–6, 7–6(7–4), [10–5] |

## Фінали турнірів WTA 125K

### Пари: 1 титул
| Результат | В–П | Дата     | Турнір               | Поверхня | Партнерка     | Супротивниці              | Рахунок          |
| --------- | --- | -------- | -------------------- | -------- | ------------- | ------------------------- | ---------------- |
| Перемога  | 1–0 | Лис 2019 | WTA 125 Houston, США | Хард     | Луїза Стефані | Шерон Фічман Ена Сібахара | 1–6, 6–4, [10–5] |